# NGC 7328
NGC 7328 is een spiraalvormig sterrenstelsel in het sterrenbeeld Pegasus. Het hemelobject werd op 12 oktober 1825 ontdekt door de Britse astronoom John Herschel.

## Synoniemen
- UGC 12118
- IRAS 22349+1016
- MCG 2-57-7
- KARA 976
- ZWG 429.15
- KUG 2234+102
- PGC 69349